# Galicja oswobodzona
Galicja oswobodzona. Poema w sześciu pieśniach – utwór poetycki Jędrzeja Świderskiego, poety i żołnierza-legionisty, opublikowany anonimowo w Krakowie w 1810. W utworze poeta wykorzystał własne doświadczenia bitewne, realistycznie przedstawiając raczej strach towarzyszący żołnierzom niż poczucie chwały wynikającej z udziału w walce i zwycięstwie.
Któż nie zadrży? Czyj umysł strach wtenczas nie ściśnie?
Gdy się groby łaknące swych łupów otworzą,
Gdy człowieka o ziemię srogi ołów ciśnie,
Gdy półżywych z martwymi do jej łona złożą.
Utwór napisany został trzynastozgłoskowcem. 
Fragmenty poematu ukazały się w wydanym w 2010 zbiorze Jędrzeja Świderskiego Utwory poetyckie. Antologia, opracowanym przez dra hab. Romana Dąbrowskiego.